# Ходзьо Удзімаса
Ходзьо Удзімаса (*北条 氏政, 1538  —10 серпня 1590) — даймьо Одавара у 1571—1590 роках.

## Життєпис

### Молоді роки
Походив з самурайського роду Ґо-Ходзьо. Син даймьо Ходзьо Удзіясу. Народився 1538 року. У 1554 році оженився на Обоіі-ін, доньці Такеда Сінґена, чим зміцнено союз між Ґо-Ходзьо і Такеда. Згодом до нього долучився рід Імаґава. Протягом 1550-х роках брав участь у війнах проти клану Уесуґі.

### Даймьо
У 1560 році отримав від батька офіційну посаду голови клану, але Ходзьо Удзіясу залишив за собою прийняття основних рішень. Ходзьо Удзімаса у 1561, 1563, 1566 роках воював проти клану Уесуґі. 1562 року підтверджено союз з Такеда. У 1564 році долучився до війни проти клану Сатомі, а потім Сатаке. У 1568 році через початок війни Такеда Сінгена проти роду Імагава розірвав союз з такеда й розлучився з його донькою. 1569 року відновлює замок Одавара. У 1568—1570 роках відбувалася нова війна з Такеда, яка не принесла жодного результату.
У жовтні 1571 роки після смерті свого батька отримав повноцінну владу. У 1572 року відновлює союз з кланам Такеда з огляду на надзивчайне посилення Ода Нобунага. У 1576 році уклав союз з Ода Нобунага проти Уесуґі Кеншіна, внаслідок чого не дозволив останньому підійти близько до Кіото, де засів Нобунага. У 1578 році лише смерть Уесугі Кеншіна допомогло Удзімасі запопігти вторгненню до своїх володінь.
Втім вже у 1579 році починається нова війна з фактичним очільником клану Такеда — Такеда Кацуйорі, але супротивники не досягають якихось помітних успіхів у битві при замку Німдзу (провінція Суруґа). Але у морські битві при Омосу у 1580 році флотилія Удзімаси здобуває перемогу на флотом Кацуйорі.
У 1582 році гине Такеда Кацуйорі у війні з Ода Нобунага. Невдовзі останній загинув внаслідок заколоту Акеті Міцухіде. Втім це не покращало ситуація Ходзьо Удзімаси — наприкінці того ж року він у 2-місячному військовому протистоянні зазнав поразки від Токугава Іеясу, втративши можливість підкорити провінції Каї, Сінано, Суруґа, Тотомі та Мікава, що залишилися після знищеного клану Такеда. З цього моменту перейшов до оборони, зосередивши увагу на зміцненні своїх замків.

### Загибель
У 1590 році відмовився від титулу на користь свого сина Ходзьо Удзінао. Того ж року Тойотомі Хідейосі рушив проти останнього. Вже у травні того ж року 200-тисячна ворожа армії взяла в облогу замок Одавара, столицю клану Ґо-Ходзьо. Місто обороняла 30-тисячне залога. Облога тривала 3 місяці. 4 серпня 1590 року замок Одавара капітулював за наказом Ходзе Удзімаса, який розумів, що йому ніколи не вистояти проти такої величезної армії. Також були захоплені замки Хатігата, Сімода, Осі і Куное. 10 серпня 1590 року Ходзе Удзімаса разом зі своїм молодшим братом Ходзе Удзітеру здійснив сеппуку.